# Андон Шкондуров
Андон Костов Шкондуров е български революционер, деец на Вътрешната македоно-одринска революционна организация.

## Биография
Андон Шкондуров е роден в 1883 или 1879 година в костурското село Смърдеш, тогава в Османската империя. Участва в Илинденско-Преображенското въстание в четата на Васил Чекаларов. Оставя спомени за въстанието.
Умира в София в 1967 година.
Погребан е в Централните софийски гробища.